# ROCK YOUR BODY
「ROCK YOUR BODY」（ロック・ユア・ボディ）は、日本の音楽ユニット・girl next doorの13作目のシングル。

## 概要
- 前作「ダダパラ!!」に続くアガる3部作と銘打った3か月連続シングルリリース企画の第2弾作品[1]。
- 楽曲の収録順が1曲目は表題曲の別バージョン、2曲目がカップリング曲、3曲目が表題曲という一般とは異なる順番となっている。後発のアルバム作品には専ら1曲目の別バージョンが収録された。
- メジャーデビュー後のシングル作品で初めて既発曲のライブバージョンが収録された。
- 表題曲は日本テレビ系列『ハッピーMusic』のパワープレイ及び同系列『音龍門 〜MUSIC DRAGON GATE〜』のBaby Dragon's Gateに使用された。
- ジャケットが異なるMUSIC VIDEO盤とLIVE盤、CDのみ盤の3形態で発売された。MUSIC VIDEO盤には表題曲のミュージック・ビデオとメンバーのスキル映像が収録されたDVDが、LIVE盤には同年5月3日から5月6日に東名阪のライブハウスで敢行されたライブツアー『GIRL NEXT DOOR "LIVE Destination"』から「Ready to be a lady」「Infinity」「Silent Scream」のライブ映像が収録されたDVDが同梱された[1]。また、前作同様に3形態共通初回生産分特典として全54種類のオリジナルトランプカードが13枚ランダムで封入された。

## 収録曲
| 全作曲: 鈴木大輔、全編曲: girl next door & 水上裕規。 |                                                |                  |            |      |
| #                                                     | タイトル                                       | 作詞             | 作曲・編曲 | 時間 |
| 1.                                                    | 「ROCK YOUR BODY EXTENDED」                    | 千紗 & Kenn Kato | 鈴木大輔   | 8:50 |
| 2.                                                    | 「七つの文字」                                 | 千紗             | 鈴木大輔   | 4:08 |
| 3.                                                    | 「ROCK YOUR BODY」                             | 千紗 & Kenn Kato | 鈴木大輔   | 5:13 |
| 4.                                                    | 「Ready to be a lady (FROM LIVE Destination)」 | 千紗 & Kenn Kato | 鈴木大輔   | 5:24 |
| 5.                                                    | 「ROCK YOUR BODY (Instrumental)」              |                  | 鈴木大輔   | 5:13 |

### 解説
1. ROCK YOUR BODY EXTENDED
今作の表題曲の別バージョン。タイトル通り原曲より伴奏部分が延長されている。
2. 七つの文字
初の千紗単独作詞による楽曲。
3. ROCK YOUR BODY
今作の表題曲で、ジュリアナ東京でのレイブサウンドをテーマに制作された[1]。
4. Ready to be a lady (FROM LIVE Destination)
CDのみ盤のみ収録されたボーナス・トラックで、トリプルA面からなる9thシングルの表題1曲目のライブバージョン。
5. ROCK YOUR BODY (Instrumental)
表題曲のインストゥルメンタルバージョン。

## 参加ミュージシャン
girl next door
- 千紗：Vocal
- 鈴木大輔：Keyboards
- 井上裕治：Guitar

## タイアップ
- 日本テレビ系列音楽バラエティ番組『ハッピーMusic』パワープレイ (#3)
- 日本テレビ系列音楽番組『音龍門 〜MUSIC DRAGON GATE〜』Baby Dragon's Gate (#3)

## 収録アルバム
- アガルネク! (#1)
- SINGLE COLLECTION (#1)
- girl next door THE LAST (#1〜3)